# Quetteville
Quetteville – miejscowość i gmina we Francji, w regionie Normandia, w departamencie Calvados.
Według danych na rok 1990 gminę zamieszkiwały 263 osoby, a gęstość zaludnienia wynosiła 25 osób/km² (wśród 1815 gmin Dolnej Normandii Quetteville plasuje się na 628. miejscu pod względem liczby ludności, natomiast pod względem powierzchni na miejscu 474.).